# Женская Лига чемпионов АКВ 2025
1-й розыгрыш женской Лиги чемпионов АКВ (25-й с учётом клубного чемпионата Азии) проходил с 20 по 27 апреля 2025 года с участием 12 клубных команд из 10 стран-членов Азиатской конфедерации волейбола. Победителем турнира стала казахстанская команда «Жетысу» (Талдыкорган).

## Команды-участницы
| Страна    | Команда                             |                                     |
| --------- | ----------------------------------- | ----------------------------------- |
| Австралия | «Квинсленд Пайретс» (Брисбен)       | Чемпион Австралии 2024              |
| Вьетнам   | «ВТВ Биньдьен Лонган» (Танан)       | Чемпион Вьетнама 2024               |
| Гонконг   | «Хип Хин»                           | Чемпион Гонконга 2024               |
| Иордания  | «Аль-Насер» (Амман)                 | Чемпион Иордании 2024               |
| Иран      | «Сайпа» (Тегеран)                   | Чемпион Ирана 2025                  |
| Казахстан | «Жетысу» (Талдыкорган)              | Чемпион Казахстана 2025             |
| Китай     | «Бэйцзин Байк Мотор» (Пекин)        | представитель Китая                 |
| Таиланд   | «Накхонратчасима» (Накхонратчасима) | Чемпион Таиланда 2024               |
| Тайвань   | «Гаосюн Тайпауэр» (Гаосюн)          | 2-й призёр чемпионата Тайваня 2025  |
| Филиппины | «Кримлайн Кул Смэшерс» (Пасиг)      | Чемпион Филиппин 2024               |
| Филиппины | «Петро Газз Энджелс» (Манила)       | 3-й призёр чемпионата Филиппин 2024 |
| Филиппины | «ПЛДТ Хай Спид Хиттерс» (Манила)    | по приглашению AVC                  |

- Филиппины в качестве хозяина турнира изначально получили право на заявку двух команд, а после отказа от участия команды Японии число филиппинских представителей достигло трёх.

## Система проведения розыгрыша
Соревнования состояли из предварительного этапа и плей-офф. На предварительном этапе 12 команд-участниц разбиты на 4 группы. В группах команды играли в один круг. Приоритетом при распределении мест в группах являлось общее количество побед, затем число набранных очков, соотношение выигранных и проигранных партий, соотношение мячей, результаты личных встреч. За победы со счётом 3:0 и 3:1 команды получали по 3 очка, за победы 3:2 — по 2 очка, за поражения 2:3 — по 1 очку, за поражения 0:3 и 1:3 очки не начисляются. По две лучшие команды из групп вышли в четвертьфинал плей-офф и далее по системе с выбыванием определили призёров турнира. 

## Игровая арена
Пасиг.

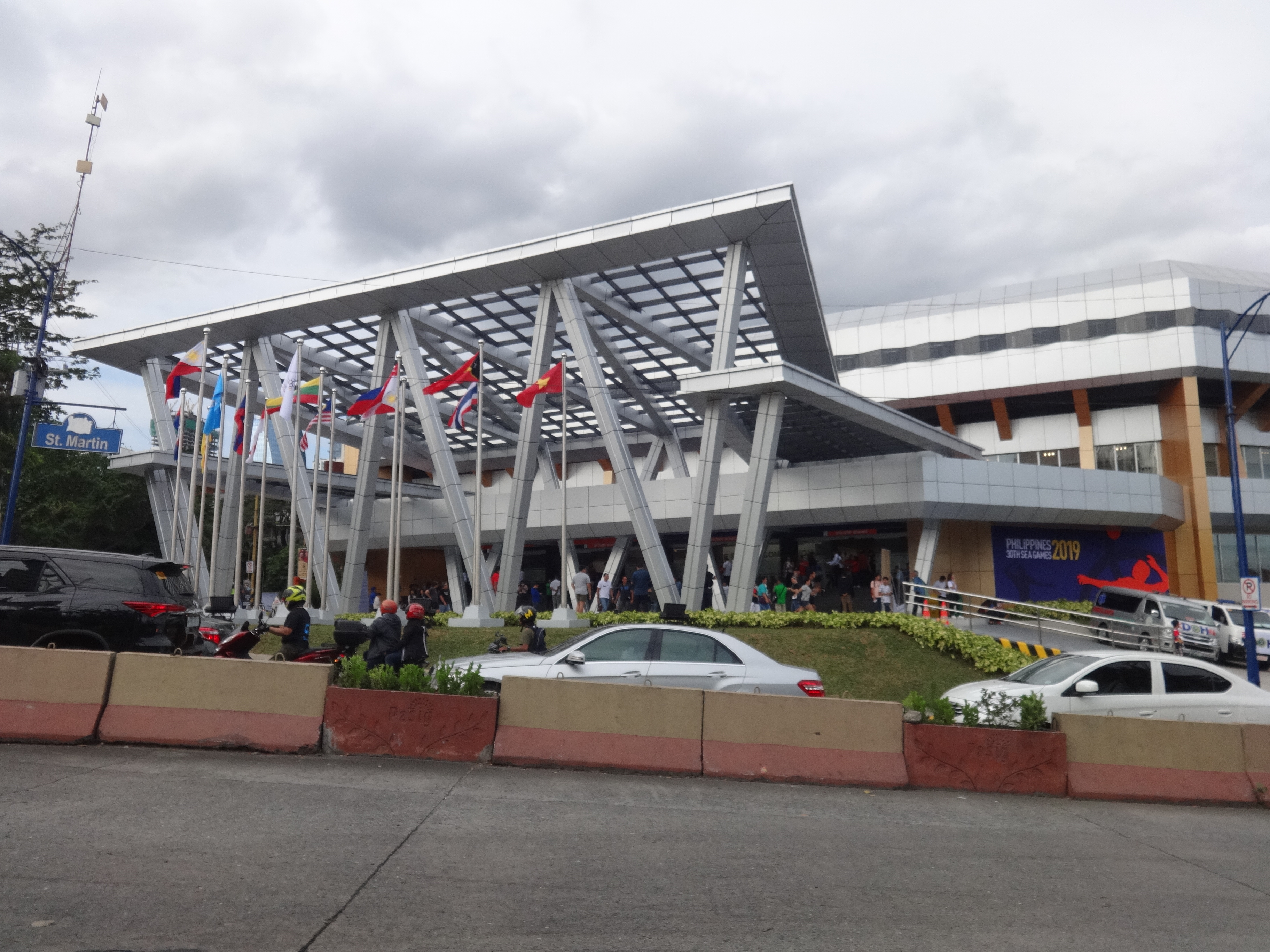
Philsports Arena

Соревнования прошли в многофункциональной арене Филиппинского института спорта или «Филспортс Арене» (англ. PhilSports Arena). Является частью крупного спортивного комплекса «PhilSports». Арена построена в 1985 году. До 2002 использовалась в основном для проведения соревнований по баскетболу. Реконструирована к Играм Юго-Восточной Азии 2019.  Вместимость трибун игрового зала — 10 тысяч зрителей. 

## Предварительный этап
|  | Прошедшие в плей-офф |

### Группа А
| М | Команда                        | 1   | 2   | 3   | И | В | П | С/П | О |
| - | ------------------------------ | --- | --- | --- | - | - | - | --- | - |
| 1 | «Жетысу» (Талдыкорган)         |     | 3:0 | 3:0 | 2 | 2 | 0 | 6:0 | 6 |
| 2 | «Кримлайн Кул Смэшерс» (Пасиг) | 0:3 |     | 3:0 | 2 | 1 | 1 | 3:3 | 3 |
| 3 | «Аль-Насер» (Амман)            | 0:3 | 0:3 |     | 2 | 0 | 2 | 0:6 | 0 |

|        |                                  |     |         |        |        |  |  |
|        |                                  |     |         |        |        |  |  |
| 20.04. | Кримлайн Кул Смэшерс — Аль-Насер | 3:0 | (29:27, | 25:20, | 25:19) |  |  |
| 21.04. | Жетысу — Кримлайн Кул Смэшерс    | 3:0 | (25:16, | 25:17, | 25:17) |  |  |
| 22.04. | Жетысу — Аль-Насер               | 3:0 | (25:10, | 25:15, | 25:11) |  |  |

### Группа B
| М | Команда                       | 1   | 2   | 3   | И | В | П | С/П | О |
| - | ----------------------------- | --- | --- | --- | - | - | - | --- | - |
| 1 | «Гаосюн Тайпауэр» (Гаосюн)    |     | 3:1 | 3:0 | 2 | 2 | 0 | 6:1 | 6 |
| 2 | «Петро Газз Энджелс» (Манила) | 1:3 |     | 3:0 | 2 | 1 | 1 | 4:3 | 3 |
| 3 | «Хип Хин»                     | 0:3 | 0:3 |     | 2 | 0 | 2 | 0:6 | 0 |

|        |                                      |     |         |        |        |        |  |
|        |                                      |     |         |        |        |        |  |
| 20.04. | Гаосюн Тайпауэр — Хип Хин            | 3:0 | (25:10, | 25:16, | 25:14) |        |  |
| 21.04. | Гаосюн Тайпауэр — Петро Газз Энджелс | 3:1 | (25:15, | 25:16, | 19:25, | 25:20) |  |
| 22.04. | Петро Газз Энджелс — Хип Хин         | 3:0 | (25:8,  | 25:12, | 25:12) |        |  |

### Группа C
| М | Команда                       | 1   | 2   | 3   | И | В | П | С/П | О |
| - | ----------------------------- | --- | --- | --- | - | - | - | --- | - |
| 1 | «Бэйцзин Байк Мотор» (Пекин)  |     | 3:2 | 3:0 | 2 | 2 | 0 | 6:2 | 5 |
| 2 | «ВТВ Биньдьен Лонган» (Танан) | 2:3 |     | 3:1 | 2 | 1 | 1 | 5:4 | 4 |
| 3 | «Сайпа» (Тегеран)             | 0:3 | 1:3 |     | 2 | 0 | 2 | 1:6 | 0 |

|        |                                          |     |         |        |        |        |        |
|        |                                          |     |         |        |        |        |        |
| 20.04. | Бэйцзин Байк Мотор — Сайпа               | 3:0 | (28:26, | 25:22, | 25:19) |        |        |
| 21.04. | Бэйцзин Байк Мотор — ВТВ Биньдьен Лонган | 3:2 | (22:25, | 21:25, | 25:19, | 25:13, | 15:10) |
| 22.04. | ВТВ Биньдьен Лонган — Сайпа              | 3:1 | (22:25, | 25:15, | 25:20, | 25:15) |        |

### Группа D
| М | Команда                          | 1   | 2   | 3   | И | В | П | С/П | О |
| - | -------------------------------- | --- | --- | --- | - | - | - | --- | - |
| 1 | «Накхонратчасима»                |     | 3:2 | 3:0 | 2 | 2 | 0 | 6:2 | 5 |
| 2 | «ПЛДТ Хай Спид Хиттерс» (Манила) | 2:3 |     | 3:0 | 2 | 1 | 1 | 5:3 | 4 |
| 3 | «Квинсленд Пайретс» (Брисбен)    | 0:3 | 0:3 |     | 2 | 0 | 2 | 0:6 | 0 |

|        |                                           |     |         |        |        |        |       |
|        |                                           |     |         |        |        |        |       |
| 20.04. | ПЛДТ Хай Спид Хиттерс — Квинсленд Пайретс | 3:0 | (25:19, | 25:12, | 25:12) |        |       |
| 21.04. | Накхонратчасима — Квинсленд Пайретс       | 3:0 | (25:10, | 25:16, | 25:12) |        |       |
| 22.04. | Накхонратчасима — ПЛДТ Хай Спид Хиттерс   | 3:2 | (26:24, | 25:20, | 20:25, | 20:25, | 15:9) |

## Плей-офф

### Четвертьфинал
24 апреля
 «Жетысу» (Талдыкорган) —  «ПЛДТ Хай Спид Хиттерс» (Манила)
3:0 (25:13, 25:22, 25:20).
 «Накхонратчасима» —  «Кримлайн Кул Смэшерс» (Пасиг)
3:0 (25:15, 25:22, 25:16).
25 апреля
 «ВТВ Биньдьен Лонган» (Танан) —  «Гаосюн Тайпауэр» (Гаосюн)
3:1 (25:20, 17:25, 25:22, 28:26).
 «Бэйцзин Байк Мотор» (Пекин) —  «Петро Газз Энджелс» (Манила)
3:2 (31:29, 19:25, 20:25, 25:20, 15:12).

### Полуфинал
26 апреля
 «Жетысу» (Талдыкорган) —  «Накхонратчасима»
3:0 (25:20, 25:21, 25:21).
 «ВТВ Биньдьен Лонган» (Танан) —  «Бэйцзин Байк Мотор» (Пекин)
3:0 (25:15, 25:19, 25:21).

### Матч за 3-е место
27 апреля
 «Накхонратчасима» —  «Бэйцзин Байк Мотор» (Пекин)
3:1 (25:21, 21:25, 25:21, 25:19).

### Финал
27 апреля
 «Жетысу» (Талдыкорган) —  «ВТВ Биньдьен Лонган» (Танан)
3:1 (25:14, 20:25, 25:23, 25:18).

## Итоги

### Положение команд
| «Жетысу» (Талдыкорган)                |
| «ВТВ Биньдьен Лонган» (Танан)         |
| «Накхонратчасима»                     |
| 4. «Бэйцзин Байк Мотор» (Пекин)       |
| 5—8. «Гаосюн Тайпауэр» (Гаосюн)       |
| 5—8. «ПЛДТ Хай Спид Хиттерс» (Манила) |
| 5—8. «Петро Газз Энджелс» (Манила)    |
| 5—8. «Кримлайн Кул Смэшерс» (Пасиг)   |
| 9—12. «Сайпа» (Тегеран)               |
| 9—12. «Аль-Насер» (Амман)             |
| 9—12. «Квинсленд Пайретс» (Брисбен)   |
| 9—12. «Хип Хин»                       |

### Призёры
«Жетысу» (Талдыкорган): Перизат Нурбергенова, Карина Денисова, Юлия Дымарь, Валерия Якутина, Ирина Кенжебаева, Мария Сырыгина, Критсина Белова, Дарья Шаргородская, Мадина Бекет, Татьяна Никитина, Кристина Аниконова, Алина Ашхабекова, Ольга Хаджиогло, Наталья Борисенко. Главный тренер — Марко Гршич.
  «ВТВ Биньдьен Лонган» (Танан): Нгуен Ча Ми, Данг Тхи Ким Тхань, Чан Тхи Тхань Тхюи, Доан Тхи Ми Тьен, Нгуен Тхи Нгок Хоа, Ле Ны Ань, Нгуен Кхань Данг, Во Тхи Ким Тхоа, Ви Тхи Ны Куинь, Нгуен Лан Ви, Чан Нгуен Куи Юэн, Нгуен Нгок Ми Тьен, Лы Тхи Фыонг, Наталия Лиевская. Главный тренер — Тхай Куан Лай.
  «Накхонратчасима» (Накхонратчасима): Тикампон Чанкэу, Сирина Манакич, Эвангелия Хантава, Онума Ситтирак, Энис Смит, Саовапха Сусук, Сасипапон Чантависут, Варуни Канрам, Юка Макимори, Кантима Аэкпатча, Тичакон Бунлерт, Сорая Пхомла, Каэвкалая Камултала, Виранюпа Инчан. Главный тренер — Сомчай Донпрайот.

### Индивидуальные призы
| - MVP Карина Денисова («Жетысу») - Лучшая связующая Дарья Шаргородская («Жетысу») - Лучшие центральные блокирующие Валерия Якутина («Жетысу») Тичакон Бунлерт («Накхонратчасима») | - Лучшая диагональная нападающая Чан Тхи Тхань Тхюи («ВТВ Биньдьен Лонган») - Лучшие нападающие-доигровщики Ви Тхи Ны Куинь («ВТВ Биньдьен Лонган») Карина Денисова («Жетысу») - Лучшая либеро Нгуен Кхань Данг («ВТВ Биньдьен Лонган») |